# Z8 GND 5296
z8_GND_5296 es una galaxia enana descubierta en octubre del 2013 que presenta el mayor corrimiento al rojo confirmado a través de la línea de emisión Lyman-alfa del hidrógeno, lo que la sitúa entre las galaxias más antiguas y distantes conocidas, a aproximadamente 30.000 millones de años luz de la Tierra. Se la observa tal como era en un momento tan solo 700 millones de años después del Big Bang, cuando el universo tenía solo alrededor del 5 % de su edad actual de 13 800 millones de años. La galaxia presenta un corrimiento al rojo de 7,51, y es vecina de la que se anunció entonces como la segunda galaxia más distante, con un corrimiento al rojo de 7,2. En su marco temporal observable, la galaxia producía estrellas a un ritmo extraordinario, equivalente en masa a unos 330 soles al año.

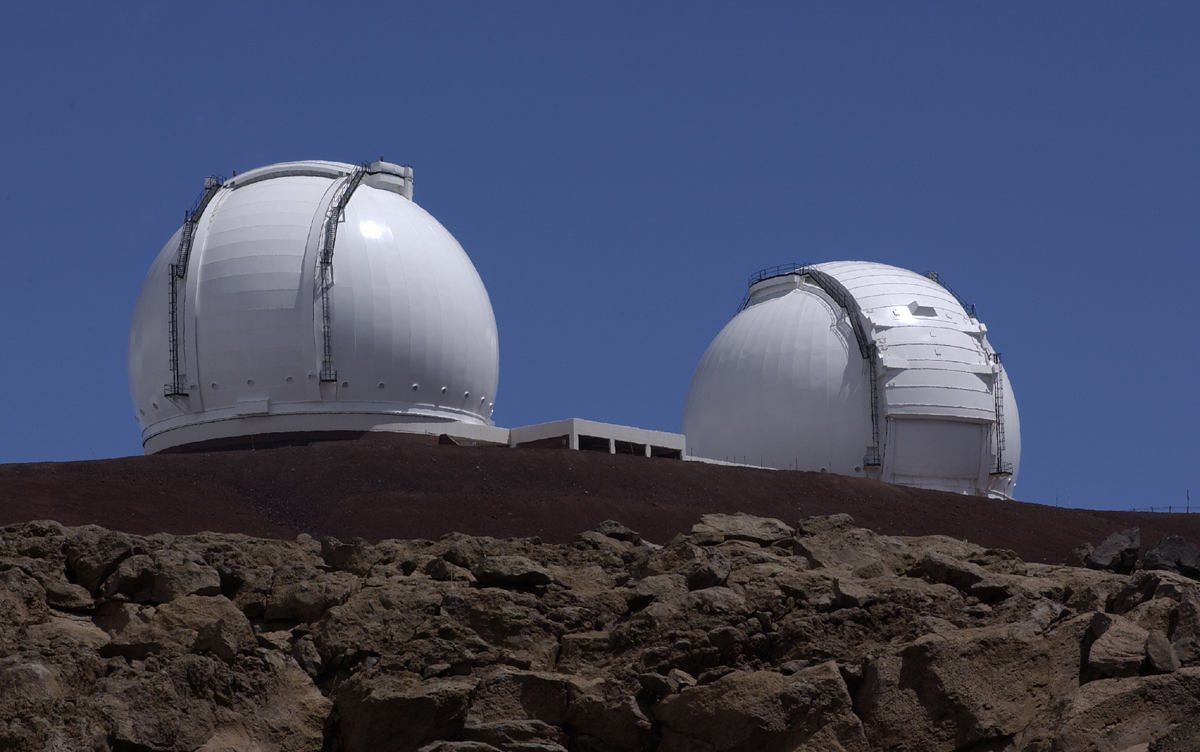
Observatorio W. M. Keck en la cima de Mauna Kea en Hawái.

Se estudiaron cerca de 100 000 galaxias mediante el análisis del desplazamiento hacia el rojo, es decir, el cambio de la radiación de la luz a hacia el espectro rojo debido a la expansión del universo, típica de las primeras A. etapas de formación del mismo. El corrimiento al rojo de la galaxia es igual a 7,51, y en el mismo examen se descubrió que a pesar de estar relativamente cerca del Big Bang en términos de tiempo no presenta muchos elementos químicos pesados esperados.